# 糠福米福
糠福米福（ぬかふくこめふく）は日本の民話。「糠福と米福」あるいは「米嚢粟嚢」というタイトルで言われることもある。

## 特色
- シンデレラと酷似しているお話（継子いじめ譚）。
- 秋田地方を中心に語り継がれている。
- 山梨県西八代郡の昔話

## ストーリー
- ある村の一角に、糠福という母親と死別した娘が継母の連れ子である米福と一緒に住んでいた。米福親子は糠福につらく当たり、糠福はつらい生活を送るが、山姥と出会ったことで精神的にも支えられていた。あるとき村長による祭りが開かれることになったが、用事を押し付けて米福は母親とともに出かけてしまった。糠福が悲しんでいるところに山姥が来て「仕事を代わりにしてやるから祭りに行きな。芝居がもう一幕で終わるところで帰ってくるように。」と言って着物や足袋、草履などを貸し出した。糠福が着飾って出かけると村長の息子はすっかり糠福を気に入った。米福親子ですらも知らなかったほどだった。そうこうしているうちに芝居がもう一幕で終わるということに気づいて糠福は急いで帰るが足袋（草履）が片方脱げたことに気づかなかった。その後帰宅した糠福は元の服に戻り履物を懐にしまい何事もなかったかのように休んでいた。その後、村長の息子がその履物を拾ってその持ち主を自分の花嫁にすると宣言して探し始めた。靴は糠福以外の足に合わなかったが糠福に合い、その時に隠し持っていたもう一方の履物を取り出して履いた。しかし継母は「何かの間違いだ」と主張し短歌で対決したところ、糠福の勝ちに終わった。糠福は花嫁衣装を身に纏い村長の息子に嫁に行った。米福と母親はあっけらかんとしていた。

### 余談
- なお、一説によると履物に足を合わせるべく米福の足を切断するも見抜かれてしまうということも書かれることがある。
- 終盤で継母と米福は嫁入りのまねをするも、田んぼに転落してタニシになってしまうということも書かれることもある。

## 登場キャラクター
糠福
主人公。短歌を詠むのもうまい。
米福
継母の連れ子。
継母
米福の母親。
村長の息子
村長の息子。糠福を一目で気に入った。
山姥
山に住む妖怪。糠福を助け、継母と米福を懲らしめる。